# 惡靈盒
惡靈盒（The Dybbuk box，又稱The Dibbuk box；希伯來文為 קופסת דיבוק‎，羅馬拼音為Kufsat Dibbuk）為裝著惡靈的酒類收納盒，概念源自於猶太教神祕學。最初的惡靈盒在ebay上拍賣時就聲名大噪，賣家Kevin Mannis為其創造了猶太大屠殺倖存者和靈異元素相關的故事；2012年恐怖電影「聚魔櫃」也是受此啟發。

## 惡靈盒的起源
2003年，波蘭作家兼家具修理業者Kevin Mannis在eBay拍賣一具酒類收納盒，據Mannis寫的商品簡介所述，收納盒的原主人是經歷過猶太大屠殺的倖存者，表示內有邪惡的靈體存在。Mannis稱收納盒有著無法解釋的力量，並將自己運勢不佳和作惡夢等原因歸咎於此；後來的持有者們在轉賣時，也都紛紛堅稱收納盒會引發「不可思議的現象」。
其中一任持有者Jason Haxon，同時也是美國密蘇里州骨科醫療博物館館長，他建立了統整惡靈盒事蹟的網站: dibbukbox.com，該網站迅速累積了數萬次點擊量，說是當時網路上的傳奇也不為過。2004年，Haxon將這些事蹟的版權賣給好萊塢電影公司，便有了之後由Sam Raimi製片的電影「聚魔櫃」，於2012年上映。Haxon後來將收納盒交給靈異實境秀明星Zak Bagans，讓他展示於博物館內。2018年，饒舌歌手Post Malone宣稱和收納盒有所牽連導致了自己一連串的不幸。
 

## 外部連結
- "Dybbuk Box"網站 （页面存档备份，存于）
- 2004年eBay拍賣檔案